# میلوشواتس (شاباتس)
میلوشواتس (به صربی: Miloševac) یک منطقهٔ مسکونی در صربستان است که در شاباتس واقع شده‌است. میلوشواتس ۹۵ نفر جمعیت دارد.